# Мідленд (Вірджинія)
Мідленд (англ. Midland) — переписна місцевість (CDP) в США, в окрузі Фокір штату Вірджинія. Населення — 214 особи (2020).

## Географія
Мідленд розташований за координатами 38°35′55″ пн. ш. 77°43′8″ зх. д. / 38.59861° пн. ш. 77.71889° зх. д. (38.598484, -77.718923).  За даними Бюро перепису населення США в 2010 році переписна місцевість мала площу 10,49 км², з яких 10,47 км² — суходіл та 0,02 км² — водойми.

## Демографія
Згідно з переписом 2010 року, у переписній місцевості мешкало 218 осіб у 85 домогосподарствах у складі 51 родини. Густота населення становила 21 особа/км².  Було 94 помешкання (9/км²).
Расовий склад населення:
| - 87,2 % — білих - 9,2 % — чорних або афроамериканців - 0,9 % — азіатів - 2,8 % — осіб інших рас |

До двох чи більше рас належало 0,0 %. Частка іспаномовних становила 11,0 % від усіх жителів.
За віковим діапазоном населення розподілялося таким чином: 20,2 % — особи молодші 18 років, 62,4 % — особи у віці 18—64 років, 17,4 % — особи у віці 65 років та старші. Медіана віку мешканця становила 43,0 року. На 100 осіб жіночої статі у переписній місцевості припадало 127,1 чоловіків;  на 100 жінок у віці від 18 років та старших — 132,0 чоловіків також старших 18 років.
За межею бідності перебувало 41,4 % осіб, у тому числі 83,3 % дітей у віці до 18 років та 0,0 % осіб у віці 65 років та старших.
Цивільне працевлаштоване населення становило 90 осіб. Основні галузі зайнятості: виробництво — 27,8 %, освіта, охорона здоров'я та соціальна допомога — 22,2 %, науковці, спеціалісти, менеджери — 11,1 %, транспорт — 10,0 %.